# Floßplatz

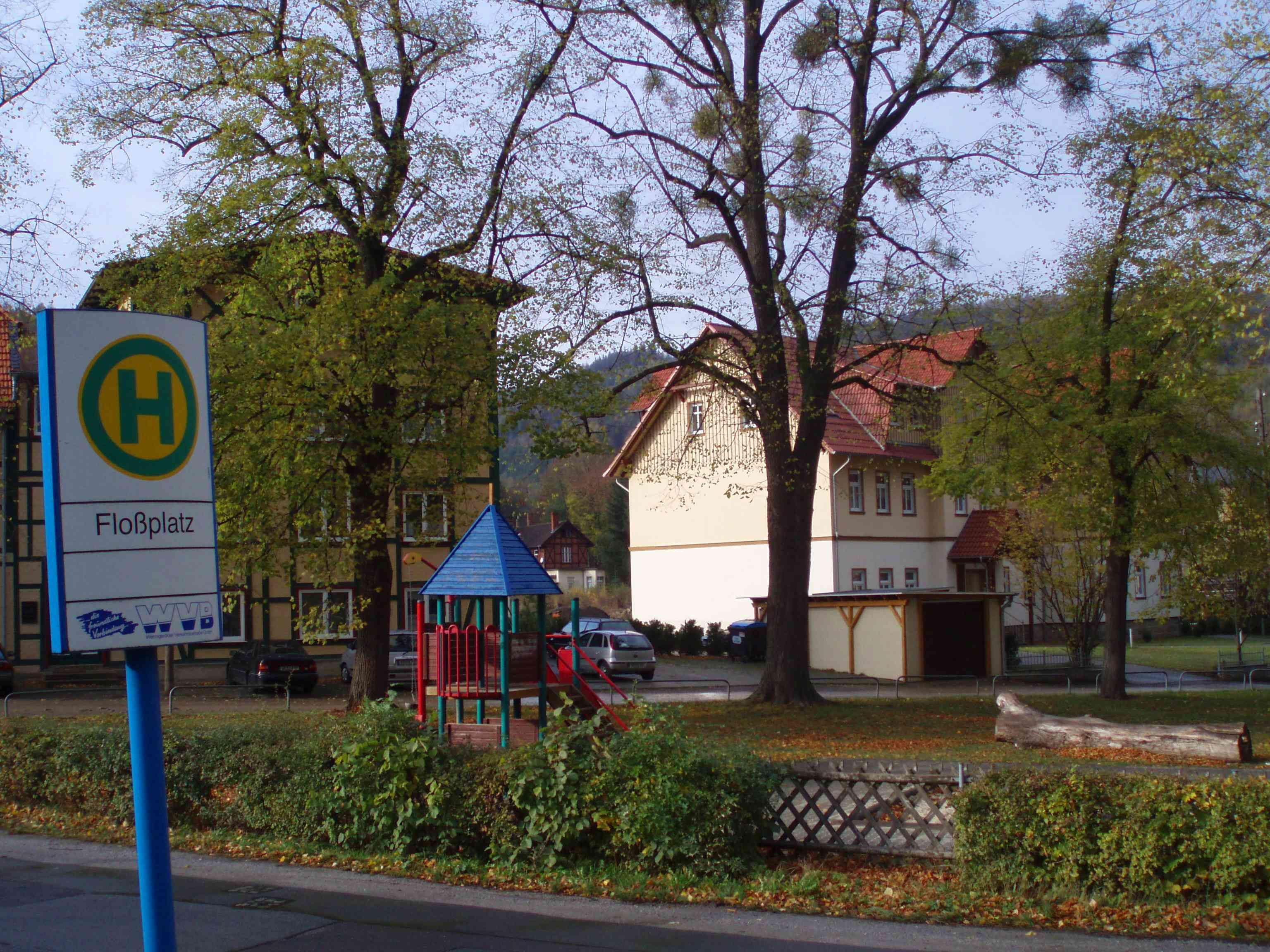
Floßplatz in Hasserode

Als Floßplatz, auch Flöte oder Flöße, wurden die Stellen bezeichnet, an denen das aus den Gebirgsbächen herabgeflößte Holz ausgeflößt und gestapelt wurde. Oft stehen Floß- oder Flößplätze in Zusammenhang mit Floßteichen und Floßgräben.
Im Harz gab es zum Beispiel folgende Stellen:
- im Mühlental bei Wernigerode, zwischen Christianental und Henrichsgarten: 1496 an der flöth, 1822 Flößplatz
- in Hasserode: Floßplatz
- in Ilsenburg: Floßplatz
- an der Ecker im Winkel, wo die Stimmecke abgeleitet wird: Flötenwinkel

Im Erzgebirge:
- Floßplatz (Wolkenstein), Ortsteil von Wolkenstein

Im Weserbergland:
- Floßplatz an der Fulda am Ortsausgang von Hann. Münden an der B 496
- in Höxter östlich der Weserbrücke

In Leipzig:
- Floßplatz (mit kurzem O gesprochen)